# Huracán Pali
El huracán Pali fue el ciclón tropical más intenso jamás registrado en el mes de enero en términos de la presión barométrica, también fue considerado como el ciclón tropical más temprana del Pacífico Central desde el huracán Ekeka en la temporada de 1992, la primera tormenta nombrada consecutiva y el primer huracán de la temporada de huracanes en el Pacífico de 2016. Como consecuencia de Pali, el huracán Alex se desarrolló sobre el Atlántico durante los últimos días de la existencia de Pali. Esto marcó la primera aparición conocida de ciclones tropicales simultáneos de enero entre las dos cuencas.

## Historia meteorológica

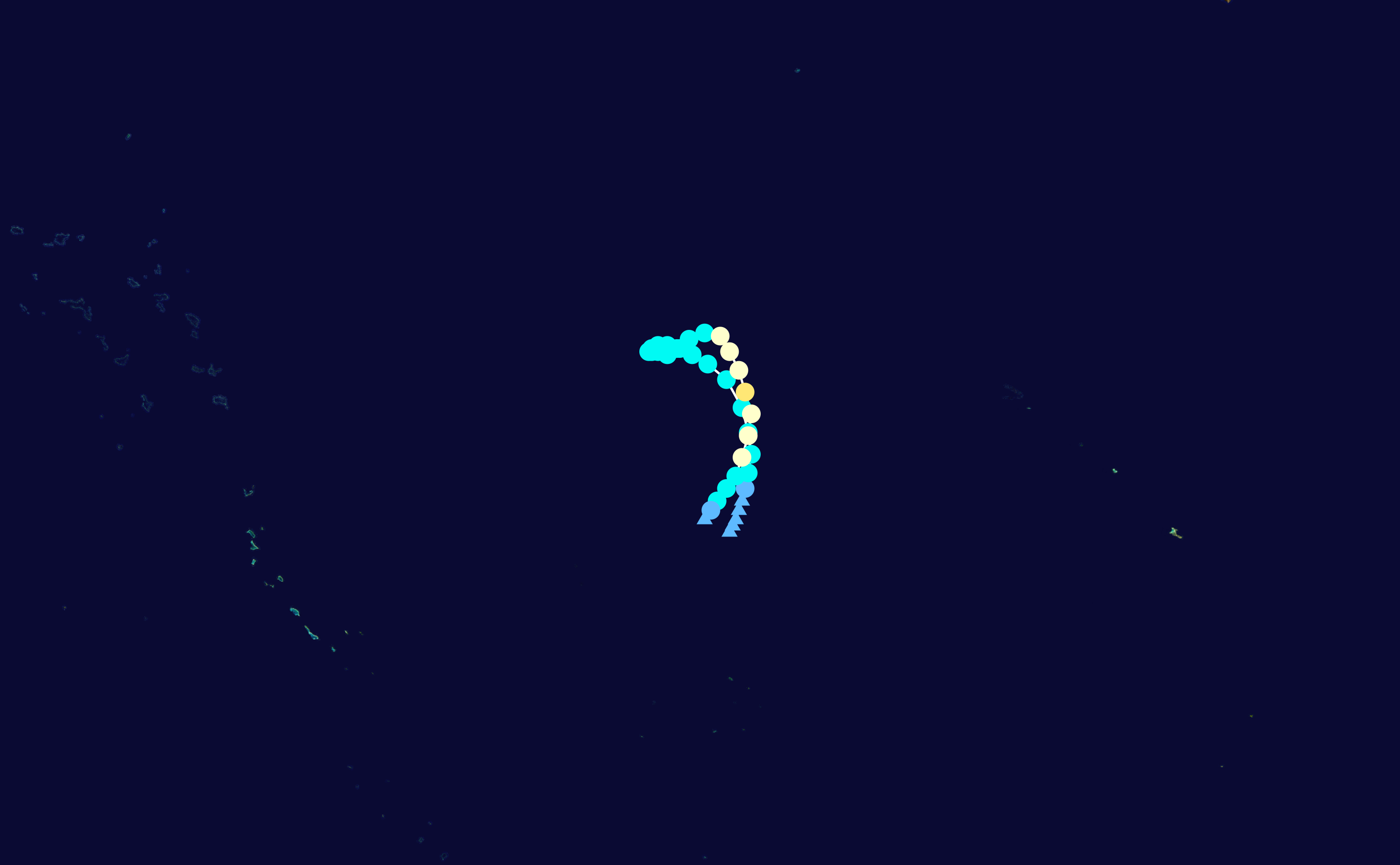
Mapa que traza la trayectoria y la intensidad de la tormenta, de acuerdo con la escala de huracanes de Saffir-Simpson

Iniciando el año 2016 y durante el pico de intensidad de El Niño 2014-2016, la debilitada depresión tropical Nueve-C dejó un área extensa de humedad por todo el Pacífico ecuatorial. Una intensa corriente de viento occidental estimuló la ciclogénesis de una perturbación, resultando la formación de un área de baja presión. El 6 de enero, la baja presión, ubicado a 1483 kilómetros al sur del atolón Johnston y muy cercano al ecuador, mostró un amplio centro de circulación de magnitud baja con bandas convectivas en proceso de consolidación. A pesar de encontrarse cercano a una cizalladura vertical de viento de moderada a fuerte al este, el entorno fue muy favorable para una ciclogénesis y a mediados del 7 de enero, se declaró la formación de la depresión tropical Uno-C, ubicado a 2410 kilómetros al suroeste del archipiélago hawaiano. Con un incremento en su organización y temperatura del mar favorable, la CPHC lo promovió a tormenta tropical y lo nombró: Pali.
Inició su desplazamiento al noroeste, pudo intensificarse y alcanzó su primer pico de intensidad de vientos de 100 km/h, debido a la influencia de la corriente de viento occidental y temperatura del mar cálida, aunque una cizalladura vertical de viento intensa empezó a erosionar su convección profunda y su centro de circulación, disminuyendo su intensidad hasta por la mínima y una amplia vaguada de magnitud baja disminuyó su velocidad de desplazamiento hasta estacionarlo. Después de resumir su desplazamiento ahora al norte y con temperatura del mar de entre 28 y 28,5 grados centígrados, la formación de un aparente ojo en las imágenes de satélite, un frente de ráfaga mejorado y la formación de bandas nubosas indicaron su metamorfosis a huracán. Por lo tanto, el Centro de Huracanes del Pacífico Central promovió al Pali a la categoría uno de huracán a las 03:00 UTC del 12 de enero y se convirtió en el primer huracán del mes de enero en el Pacífico central desde el huracán Ekeka de 1992 a quien lo superó en fecha de formación.
Con un desplazamiento al sur-suroeste alcanzó su segundo pico de intensidad, de categoría dos, a las 21:00 UTC de aquel día con vientos de 155 km/h y una presión mínima de 977 hPa. Precisamente por su desplazamiento al sur en dirección al ecuador, sumado a otra intensa cizalladura de viento al suroeste y la ausencia de la corriente de viento, provocaron el debilitamiento abismal de la tormenta. Fue degradado a categoría uno a las 21:00 UTC del siguiente día, a tormenta tropical a las 03:00 UTC del 14 de enero y a depresión tropical a las 15:00 UTC. Después de proliferaciones inútiles de convección y a un grado y medio al norte del ecuador, el Pali fue declarado un sistema de remanentes, con centro de circulación corrupto y elongado. Aunque se dejaba la posibilidad, mínima, de que el sistema regenerara a medida que se desplace al oeste.

## Récords
Al comenzar el nuevo año, Pali se formó el 7 de enero, dos días antes de la formación de la tormenta tropical Winona de la temporada de 1989. Posteriormente Pali superó el récord del huracán Ekeka y se convirtió en huracán el 11 de enero. Cuando Pali alcanzó una intensidad máxima de 100 mph (155 km/h), superó a Winona convertirse en el ciclón tropical más fuerte de enero al este de la fecha. Pali también alcanzó una baja latitud récord de 2.0°N, superando el récord de Nueve-C de 2.2°N para convertirse en el ciclón tropical más austral del que se tenga registro en el hemisferio occidental.